# دوناي (محافظة موسكو)
دوناي, شكوتوفو-22 (بالروسية: Дунай) هي مدينة في مقاطعة موسكو أوبلاست في روسيا. يبلغ عدد سكانها حوالي 7879 نسمة.